# Возвращение кибернота
«Возвращение кибернота» (англ. Return of the Cybernauts) — семнадцатая серия пятого сезона британского телесериала «Мстители» с Патриком Макни и Дайаной Ригг в главных ролях и Питером Кушингом и Фредериком Джагером в качестве приглашённых звёзд. Вторая часть трилогии о кибернотах, включающей в себя серии «Киберноты» (1965), «Возвращение кибернота» (1967) и «Последний из киберов?» (1976).

## Сюжет
Джон Стид и Эмма Пил расследуют причину загадочных исчезновений ученых. След приводит их к человеку, который решил продолжить дело по модернизации роботов, а заодно спланировал план мести героям за смерть своего родного брата, доктора Клемента Армстронга.

## В ролях
| Актёр           | Роль             |
| --------------- | ---------------- |
| Патрик Макни    | Джон Стид        |
| Дайана Ригг     | Эмма Пил         |
| Питер Кушинг    | Пол Бересфорд    |
| Фредерик Джагер | Бенсон           |
| Чарльз Тингвелл | доктор Невилл    |
| Фултон Маккэй   | профессор Чедвик |
| Роджер Хэммонд  | доктор Расселл   |
| Энтони Даттон   | доктор Гарнетт   |
| Ноэль Коулман   | Конрой           |
| Эйми Макдональд | Рози             |
| Редмонд Филлипс | Хант             |
| Терри Ричардс   | кибернот         |

## Производство
Съемка серии началась 22 мая 1967 года и была закончена 27 июня того же года. В создании серии также участвовал режиссер Сидни Хэйерс. Серия была спродюсирована Альбертом Феннелом и Брайаном Клеменсом и исполнительным продюсером Джулианом Уинтлом, в производство была спроектирована Робертом Джонсом.

## Эфир
Серия впервые транслировалась в Великобритании в телесети Grampian Television 27 сентября 1967 года.